# Rubén Darío Silva
Rubén Darío Silva (Montevideo, Uruguay, 19 de febrero de 1992) es un futbolista uruguayo nacionalizado Guatemalteco. Se desempeña como arquero en el club Xelajú de la Liga Guate Banrural. 
Darío ha tenido un extenso paso por el fútbol guatemalteco defendiendo los colores de distintos equipos en liga mayor y primera división.

## Clubes
| Club                           | País      | Año         |
| ------------------------------ | --------- | ----------- |
| Defensor Sporting Club         | Uruguay   | 2012- 2013  |
| Tanque Sisley                  | Uruguay   | 2013        |
| Defensor Sporting Club         | Uruguay   | 2014 - 2015 |
| Rampla Juniors                 | Guatemala | 2016 - 2017 |
| Club Social y Deportivo Carchá | Guatemala | 2017        |
| Aurora                         | Guatemala | 2018        |
| Sanarate Fútbol Club           | Guatemala | 2019 - 2020 |
| Deportivo Mixco                | Guatemala | 2020-2021   |
| Deportivo Malacateco           | Guatemala | 2021-2023   |
| U.San Carlos                   | Guatemala | 2023        |
| Deportivo Xinabajul            | Guatemala | 2024        |
| Deportivo Marquense            | Guatemala | 2025        |
| Xelajú                         | Guatemala | 2025 - Act. |

## Palmarés

### Campeonatos nacionales
| Título                     | Club                 | País      | Año           |
| -------------------------- | -------------------- | --------- | ------------- |
| Liga Nacional de Guatemala | Deportivo Malacateco | Guatemala | Apertura 2021 |

### Distinciones individuales
| Distinción               | Año  |
| ------------------------ | ---- |
| Trofeo Josue Danny Ortiz | 2022 |
| Trofeo Josue Danny Ortiz | 2025 |